# 椎名桔平
椎名 桔平（しいな きっぺい、1964年7月14日 - ）は、日本の俳優。本名、岩城 正剛（いわき まさよし）。
三重県伊賀市出身。スターダストプロモーション制作1部所属。

## 来歴
小学校3年生よりサッカーに親しみ、三重県立上野高等学校時代には三重県代表として国体に出場。さらに高いレベルでの活躍を求めて青山学院大学に進学するも、スポーツメーカーのCM出演がアマチュア規定に抵触して謹慎処分を受けたことを機に、退部することとなる。
21歳だった1986年、『時計 Adieu l'Hiver』への映画出演でデビュー。
その後、トラック運転手など、さまざまなアルバイトを29歳になるまで続け、劇団新宿梁山泊などで俳優修行をつむ。
1993年、『ヌードの夜』で演じた同性愛者役で関係者から注目され始め、以降、石井隆監督作品に立て続けに出演。
1990年代半ばから、『Age,35 恋しくて』や『Sweet Season』などのテレビドラマへの出演によって知られるようになる。
2003年、8年の交際期間を経て女優の山本未來と結婚。2010年には第1子となる男児が誕生。2019年に離婚。
2006年4月、ユマニテからスターダストプロモーションに所属会社を移籍。
2018年、映画『Darc』で海外映画デビューを果たす。

## 出演
※ 主演作品は太字表記

### 映画
- 時計 Adieu l'Hiver（1986年）[注釈 3]
- そろばんずく（1986年） [注釈 4]
- スケバン刑事 風間三姉妹の逆襲（1988年2月11日）[注釈 4]
- うれしはずかし物語（1988年3月19日） - 中原の部下 役
- 宇宙の法則（1990年）[注釈 4]
- 獅子王たちの夏（1991年） - 関東坂上一家組員[注釈 4]
- 幕末純情伝（1991年）[注釈 4]
- 風、スローダウン（1991年11月23日） - ヤスヒロのツレ 役
- 湾岸バッド・ボーイ・ブルー（1992年）
- ヌードの夜（1993年12月18日） - 仙道達 役
- さまよえる脳髄（1993年12月4日） - 追分のテニス相手 役
- 夜がまた来る（1994年）
- 修羅の帝王（1994年）
- 女帝（1995年）
- 新宿黒社会 チャイナマフィア戦争（1995年） - 主演
- GONINシリーズ（松竹）
  - GONIN（1995年）
  - GONIN2（1996年）
- わが心の銀河鉄道 宮沢賢治物語（1996年、東映）
- 恋と花火と観覧車（1997年）
- 出現!東京龍 TOKYO DRAGON（1997年） - 主演・黒田龍人 役
- SADA〜戯作・阿部定の生涯（1998年）
- 黒の天使 Vol.1（1998年）
- 不夜城（1998年）
- ジューンブライド 6月19日の花嫁（1998年）
- アンドロメディア（1998年）
- かわいいひと「EPISODE II」（1998年） - 主演・桑野キッペー ※ビデオ題「ポッキー坂恋物語 かわいいひと」
- なで肩の狐（1999年） - 主演[6]
- 金融腐食列島 呪縛（1999年、東映）
- 発熱天使（1999年） - 主演[7]
- 海賊版=BOOTLEG FILM（1999年） ※W主演
- 風花（2001年）
- 溺れる魚（2001年） - 主演
- RED SHADOW 赤影（2001年）
- 冷静と情熱のあいだ（2001年）
- 化粧師 KEWAISHI（2002年） - 主演
- 突入せよ! あさま山荘事件（2002年）
- 刑務所の中（2002年12月7日） - 医官 役 ※兼エグゼクティブプロデューサー
- スパイ・ゾルゲ（2003年）
- 花（2003年11月1日） - 射的の屋台の怖いおじさん 役
- g@me.（2003年）[注釈 5]
- 精霊流し（2003年）
- 嗤う伊右衛門（2004年）
- クイール（2004年） - 主演・多和田悟（小林薫とW主演）
- 約三十の嘘（2004年） - 主演
- SHINOBI -HEART UNDER BLADE-（2005年）
- 輪廻（2006年）
- 雪に願うこと（2006年）
- 酒井家のしあわせ（2006年）
- さくらん（2007年）
- アンフェア the movie（2007年）
- サイドカーに犬（2007年）
- 魍魎の匣（2007年）
- 隠し砦の三悪人 THE LAST PRINCESS （2008年）
- 余命（2009年）
- レイン・フォール/雨の牙 （2009年） - 主演
- 火天の城（2009年）
- アウトレイジ（2010年）
- 恋愛戯曲 〜私と恋におちてください。〜（2010年9月25日） - 向井正也 役（深田恭子とW主演）
- 聯合艦隊司令長官 山本五十六（2011年12月23日） - 黒島亀人 役
- ワイルド7（2011年12月21日） - セカイ 役
- 劇場版 SPEC〜天〜（2012年4月7日） - 津田助広 役
- 謎解きはディナーのあとで（2013年8月3日） - 風祭京一郎 役
- RETURN ハードバージョン（2013年8月24日） - 北原完治（古葉完治） 役
- 悼む人（2015年2月14日） - 蒔野抗太郎 役
- 暗殺教室シリーズ - 烏間惟臣 役
  - 暗殺教室（2015年3月21日）
  - 暗殺教室〜卒業編〜（2016年3月25日）
- 64 -ロクヨン- 前編・後編（2016年5月7日・6月11日） - 辻内欣司 役
- 秘密 THE TOP SECRET（2016年8月6日） - 露口浩一 役
- 新宿スワンII（2017年1月21日） - 住友 役
- アウトサイダー（2018年3月9日米公開、Netflix配信） - オロチ役
- Darc/ダーク（英語版）（2018年5月1日米公開、Netflix配信） - 影山敏夫 役
- 劇場版 コード・ブルー -ドクターヘリ緊急救命-（2018年7月27日） - 橘啓輔 役
- 走れ!T校バスケット部（2018年11月3日） - 田所正道 役
- 愛なき森で叫べ（2019年10月11日、Netflix配信） - 村田丈 役
- バスカヴィル家の犬 シャーロック劇場版（2022年6月17日） - 馬場杜夫 役[8]
- 沈黙のパレード（2022年9月16日） - 新倉直紀 役[9]
- 仕掛人・藤枝梅安 第二作（2023年4月7日）- 井坂惣市 / 峯山又十郎 役（二役）[10]
- 罪と悪（2024年2月2日） - 佐藤 役[11][12]
- ルール・オブ・リビング 〜“わたし”の生き方・再起動〜（2025年9月19日公開予定） - 光一 役[13]
- 港のひかり（2025年11月14日公開予定） - 石崎剛 役[14]
- スペシャルズ（2026年公開予定） - 熊城 役[15]

### テレビドラマ
- あぶない刑事 第9話「迎撃」（1986年11月30日、日本テレビ）
  - もっとあぶない刑事 第12話「突破」（1988年12月23日、日本テレビ）
- 土曜ワイド劇場（テレビ朝日）
  - 原教子の「二泊三日の旅」シリーズ 第5作「豪華ヨット初恋ツアー殺人事件」（1990年8月11日） - 大学生 役[注釈 4]
  - 半落ち（2007年12月8日） - 志木和正 役
  - 殺人予告（2011年11月23日） - 岩田修一郎 役
  - 冤罪死刑（2013年） - 恩田和志 役
- 北の国から'89帰郷（1989年3月31日、フジテレビ)　- 西田 役[注釈 6]
- あいつがトラブル 第13話「人質救出作戦」（1990年3月10日、フジテレビ）[注釈 4]
- 青春の門（1991年4月11日・12日、テレビ東京）
- さまよえる脳髄（1993年2月11日、読売テレビ・日本テレビ） - 木村刑事 役
- 阪急ドラマシリーズ ふぞろいのイレブン（1993年、関西テレビ、フジテレビ）
- 横溝正史シリーズ5 犬神家の一族 （1994年10月7日、フジテレビ） - 犬神佐清 / 青沼静馬 役
- 連続テレビ小説 春よ、来い （1994年10月3日 - 1995年9月30日、NHK） - 百瀬竜太 役
- いつかまた逢える（1995年7月3日 - 9月18日、フジテレビ） - 荒木勝利 役
- BLACK OUT（1995年10月7日 - 1996年3月30日、テレビ朝日） - 華屋崇一 役
- カンパニー〜会社〜（1996年3月2日・9日・16日、NHK） - 伊達正彦 役[16]
- Age,35 恋しくて（1996年4月18日 - 6月27日、フジテレビ） - 成瀬シン 役
- ドク（1996年10月17日 - 12月19日、フジテレビ） - 雨宮学 役
- 世にも奇妙な物語（フジテレビ）
  - ’96 秋の特別編「のどが渇く」（1996年10月2日） - 村上クリオ 役
  - ’97 春の特別編「扉の先」（1997年3月31日） - 本村（囚人七十番） 役
  - 〜2005秋の特別編〜「ネカマな男」（2005年10月4日） - 樋渡良一 役
  - 〜2007春の特別編〜「午前2時のチャイム」（2007年3月26日） - 浦木春海 役
- 竜馬がゆく（1997年1月1日、TBS） - 武市半平太 役
- 僕が僕であるために（1997年1月3日、フジテレビ） - 銀行員 役
- 東京龍 TOKYO DRAGON（1997年8月25日 - 28日、NHK BS） - 主演・黒田龍人 役
- ラブジェネレーション 第4話（1997年11月3日、フジテレビ） - 小笠原是清 役
- 向田邦子終戦特別企画「蛍の宿」（1997年8月4日、TBS） - 稲垣 役
- お熱いのがお好き?（1998年7月1日 - 9月9日、日本テレビ） - 野々山圭一郎 役
- Sweet Season（1998年1月15日 - 3月26日、TBS） - 五嶋明良 役
- Over Time-オーバー・タイム（1999年1月4日 - 3月22日、フジテレビ） - 久我龍彦 役
- 彼女たちの時代（1999年7月7日 - 9月22日、フジテレビ） - 佐伯啓介 役
- 恋愛詐欺師（1999年10月21日 - 12月23日、テレビ朝日） - 波留正彦 役
- 永遠の仔（2000年4月10日 - 6月26日、読売テレビ・日本テレビ） - 有沢梁平（ジラフ）役
- アンティーク 〜西洋骨董洋菓子店〜（2001年10月8日 - 12月17日、フジテレビ） - 橘圭一郎 役
- 愛と青春の宝塚（2002年1月3日・4日、フジテレビ） - 影山航 役
- TRICK2 エピソード5「妖術使いの森」（2002年2月8日、テレビ朝日） - 妖術使い 役
- 整形美人。（2002年4月9日 - 6月25日、フジテレビ） - 藤島流翠 役（米倉涼子とW主演）
- 実録ドラマ 遺言・桶川ストーカー殺人事件の深層（2002年10月28日、日本テレビ） - 主演
- 怪談百物語 第8話「雨月物語〜許せない裏切られた女の死霊が襲う!地獄の49日間」（2002年11月12日、フジテレビ）
- 龍神町龍神十三番地（2003年6月26日、TBS）
- 熱烈的中華飯店（2003年1月8日 - 3月12日、フジテレビ） - 迫田誠二 役
- 天切り松 闇がたり（2004年7月30日、関西テレビ・フジテレビ） - 黄不動の栄治 役[17]
- 君が想い出になる前に（2004年7月6日 - 9月14日、関西テレビ・フジテレビ） - 望月光彦 役
- 横山秀夫サスペンス 三ツ鐘署シリーズ「深追い」（2005年11月7日、TBS） - 秋葉和彦 役
- ドラマW・連続ドラマW（WOWOW）
  - アルバイト探偵（アイ）100万人の標的（2005年11月13日） - 冴木涼介 役
  - メガバンク最終決戦（2016年2月14日 - 3月20日） - 桂光義 役
  - 不発弾〜ブラックマネーを操る男〜（2018年6月10日 - 7月15日） - 古賀遼（良樹） 役
  - 神の手（2019年6月23日 - 7月21日） - 白川泰生 役
  - 事件（2023年8月13日 - 9月3日） - 菊地大三郎 役[18]
- DRAMA COMPLEX（日本テレビ）
  - ふたつの祖国〜東京・ソウル 愛と哀しみの絆（2005年11月22日） - 中原和海 役
  - ひめゆり隊と同じ戦火を生きた少女の記録 最後のナイチンゲール（2006年8月22日） - 新垣信一 役
- 生徒諸君!（2007年4月20日 - 6月22日、ABCテレビ・テレビ朝日） - 日向悠一郎 役
- 敵は本能寺にあり（2007年12月16日、テレビ朝日） - 徳川家康 役
- トップセールス（2008年4月12日 - 5月31日、NHK） - 柴田隆男 役
- 銭ゲバ（2009年1月17日 - 3月14日、日本テレビ） - 蒲郡健蔵 役
- 警官の血（2009年2月7日・8日、テレビ朝日） - 早瀬勇三役
- コード・ブルー -ドクターヘリ緊急救命-（フジテレビ） - 橘啓輔 役
  - 2nd season（2010年1月11日 - 3月22日）
  - 3rd season（2017年7月17日 - 9月18日）
  - もう一つの日常（2018年7月23日 - 27日）
  - もう一つの戦場（2018年7月28日）
- GM〜踊れドクター（2010年7月18日 - 9月19日、TBS） - 氷室慎太郎 役
- SPEC〜警視庁公安部公安第五課 未詳事件特別対策係事件簿〜（2010年10月8日 - 12月17日、TBS） - 津田助広 役
  - SPEC〜翔〜（2012年4月1日）
- QP（2011年10月5日 - 12月28日、日本テレビ） - 喜多嶋仁 役
- 謎解きはディナーのあとで（2011年10月18日 - 12月20日、フジテレビ） - 風祭京一郎 役
  - 謎解きはディナーのあとでスペシャル〜風祭警部の事件簿〜（2013年8月2日、フジテレビ） - 風祭京一郎 役
- 灰色の虹（2012年5月19日、テレビ朝日） - 山名省吾 役
- 松本清張没後20年スペシャル・寒流（2012年1月14日、TBS） - 沖野一郎 役
- 臥竜の天〜伊達政宗 独眼竜と呼ばれた男〜（2013年3月9日、BS-TBS） - 伊達政宗 役
- 鴨、京都へ行く。-老舗旅館の女将日記-（2013年4月9日 - 6月18日、フジテレビ） - 衣川周平 役
- 刑事のまなざし（2013年10月7日 - 12月16日、TBS） - 夏目信人 役[19]
- LEADERS リーダーズ（2014年3月22日・23日、TBS） - 愛知正二 役
- 極悪がんぼ（2014年4月14日 - 6月23日、フジテレビ） - 冬月啓 役[20]
- テレビ未来遺産“終戦69年”ドラマ特別企画 遠い約束〜星になったこどもたち〜（2014年8月25日、TBS） - 戸田英朗 役（友情出演）
- 松本清張 霧の旗（2014年12月7日、テレビ朝日） - 大塚欽三 役
- 破裂[21]（2015年10月10日 - 11月21日、NHK） - 香村鷹一郎 役[22]
- 湊かなえサスペンス『望郷』「海の星」（2016年9月28日、テレビ東京） - 真野幸作 役[23]
- 嫌われる勇気（2017年1月12日 - 3月16日、フジテレビ） - 大文字哲人 役[24]
- バイプレイヤーズ 〜もしも6人の名脇役がシェアハウスで暮らしたら〜 第7話（2017年2月25日、テレビ東京）
- 居酒屋ふじ 第5話（2017年8月6日、テレビ東京） - 本人 役
- ラストチャンス 再生請負人（2018年7月16日 - 9月3日、テレビ東京） - 宮内亮 役[25]
- 3年A組-今から皆さんは、人質です-（2019年1月6日 - 3月10日、日本テレビ） - 郡司真人 役
- BRIDGE はじまりは1995.1.17神戸（2019年1月15日、関西テレビ） - 春日豊 役[26]
- 白い巨塔 第1夜 - 第3夜（2019年5月22日 - 24日、テレビ朝日） - 船尾徹 役[27]
- 同期のサクラ（2019年10月9日 - 12月18日、日本テレビ） - 黒川森雄 役[28]
- ニッポンノワール-刑事Yの反乱- 第8話（2019年12月1日、日本テレビ） - 郡司真人 役
- トップナイフ-天才脳外科医の条件-（2020年1月11日 - 3月14日、日本テレビ） - 黒岩健吾 役[29]
- キワドい2人-K2-池袋署刑事課 神崎・黒木（2020年9月11日 - 10月16日、TBS） - 神崎賢造 役[30]
- 桜の塔（2021年4月15日 - 6月10日、テレビ朝日） - 千堂大善 役[31]
- 大岡越前6（2022年5月13日 - 7月1日、NHK BSプレミアム・NHK BS4K） - 徳川吉宗 役[32]
  - 大岡越前スペシャル〜大波乱!宿命の白洲〜（2023年12月29日、NHK BS・NHK BSプレミアム4K）[33]
- 特集ドラマ「アイドル」（2022年8月11日、NHK総合 / 8月29日、BSプレミアム・BS4K） - 佐々木千里 役[34]
- 祈りのカルテ 研修医の謎解き診察記録（2022年10月8日 - 12月17日、日本テレビ） - 冴木真也 役[35][36]
- この素晴らしき世界 第8話（2023年9月7日、フジテレビ） - 刃月恭介 役[37]
- TOKAGE 警視庁特殊犯捜査係（2025年6月30日、テレビ東京） - 田端守雄 役[38]
- はぐれ鴉（2025年7月22日、テレビ大分） - 玉田巧佐衛門 役[39][40][41]
- 新東京水上警察（2025年10月7日〈予定〉 - 、フジテレビ） - 玉虫肇 役[42]

### 配信ドラマ
- RETURN（2013年2月14日 - 4月4日、UULA） - 北原完治（古葉完治） 役
- 愛なき森で叫べ：Deep Cut（2020年4月30日、Netflix） - 村田丈 役

### オリジナルビデオ
- ジャック パチスロ闇の帝王4（1994年）
- はいすくーる仁義外伝 地を這う者（1994年、大映） - 赤井一牙 役
- 雀豪烈伝 海に眠る月（1994年） - 主演

### 吹き替え
- スノーホワイト（2012年） - エリック（クリス・ヘムズワース）[43]

### ドキュメンタリー番組
- 地球の最先端をスクープ!SCOOPER（2011年4月1日 - 2012年3月30日、日本テレビ）
- 完全犯罪ミステリー→実録世界のミステリー（2012年4月16日 - 2013年9月9日、テレビ東京）
  - 世界の衝撃ストーリー（2013年11月29日 - 2016年12月7日、不定期特番）
- 悠久への旅 とっておきの京都（2014年10月14日 -　2016年3月29日、BS朝日）
- フランス人がときめいた日本の美術館（2018年9月 - 2019年、BS11） - 語り

### 舞台
- SWEET HOME（1994年）鈴木勝秀演出 - パルコスペース3
- 月光のつつしみ（1994年）岩松了演出 - 本田劇場
- オーファンズ -孤児たち-（2000年）※主演 栗田芳宏演出 - サンシャイン劇場
- ベント（2004年）※主演 鈴木勝秀演出 - パルコ劇場
- 調教師（2005年）※主演 内藤裕敬演出 - シアターコクーン
- レインマン（2006年、2007年） - チャーリー・バビット 役（橋爪功とのW主演）鈴木勝秀演出 - グローブ座（2006年）PARCO劇場（2007年）
  - レインマン（2018年） - レイモンド・バビット 役（藤原竜也とのW主演）松井周演出 - 新国立劇場
- 異人たちとの夏（2009年）※主演 鈴木勝秀演出 - シアタークリエ
- 『教授』〜流行歌の時代とある教授の人生〜（2013年）※主演 鈴木勝秀演出 - シアターコクーン
- オリエント急行殺人事件（2020年） - エルキュール・ポアロ役　※主演  河原雅彦演出  - シアターコクーン[44]
- 未来少年コナン（2024年） - おじい / ラオ博士 役　インバル・ピント、ダビッド・マンブッフ演出 - 東京芸術劇場 プレイハウス[45]

### CM
- アディダス
- 日本コカ・コーラ
  - コカ・コーラ「coke is it!」キャンペーン
  - 紅茶花伝（2006年）
- 大阪ガス（企業CM）
- ナショナル「ソイエ」「イオントリートメント」「フェリエ」（1994年）
- オンワード「バルバス」（1994年）
- サントリー「リザーブ」（1995年）
- 江崎グリコ「ポッキー」（1996年）
- フィリップモリス（1997年）
- 日清食品「日清ラ王」「日清焼そばU.F.O.」（1998年　2012年）
- 住之江競艇 （1998年）
- サッポロビール「ブロイ」（1999年 - 2001年）
- リコー「IPSIO」（1999年 - 2001年）
- ライオン「デンター」（1999年 - 2006年）
- ディジット 『アイウェディング』（2000年）
- 三重県 『ベンチャー支援キャンペーン』（2000年）
- NTT西日本 『フレッツ』（2001年）
- ダイエーOMCカード （2001年 - 2002年）
- 中央出版（2002年）
- サンヨー食品 「サッポロ一番」（2005年）
- トヨタ自動車 「アイシス」（2007年 - ）
- 大正製薬「リアップ」（2008年）
- 味の素ゼネラルフーヅ株式会社「AGFギフト」（2009年）
- NEXT Stage「極肌」（2011年-2012年）
- アサヒビール「ハイリキ・ザ・スペシャル」（2013年）
- テイラーメイドゴルフ「ASHWORTH」（2014年 - 2015年）
- mixi「モンスターストライク」（2019年）
- クラウドワークス（2020年1月4日 - ）[46]
- ハウスメイト
  - 「声掛け」篇（2021年12月17日 - 12月31日・2022年1月17日 - 1月31日） - 指原莉乃、中尾明慶と共演[47]
  - 「会議中」篇、（2022年2月14日 - 2月28日） - 指原莉乃、中尾明慶と共演[47]
  - 「入居者サポート」篇（2022年2月14日 - 2月28日）[47]
  - 「受験生のメイト」篇（2023年1月14日 - ） - 指原莉乃、中尾明慶、長山莉々と共演[48]
  - 「就活生のメイト」篇（2024年1月12日 - ） - 指原莉乃、中尾明慶、内海誠子と共演[49]
- SmartHR「家族ドラマ 使いやすい」篇／「家族ドラマ 社員の活躍」篇（2023年12月4日 - ）[50]

## プロデュース
- 映画
  - 刑務所の中（エグゼクティブプロデューサー）[注釈 4]

## 受賞歴

### 映画
- 1994年度
  - 第9回高崎映画祭 最優秀新人男優賞（『ヌードの夜』）
- 1996年度
  - エランドール賞 新人賞
- 1999年度
  - 第23回日本アカデミー賞 優秀助演男優賞（『金融腐蝕列島 呪縛』）
  - 第73回キネマ旬報ベスト・テン 助演男優賞（『金融腐蝕列島 呪縛』）
  - 第24回報知映画賞 助演男優賞（『金融腐蝕列島 呪縛』）
  - 第14回高崎映画祭 最優秀助演男優賞（『金融腐蝕列島 呪縛』）
  - 第12回日刊スポーツ映画大賞・石原裕次郎賞 助演男優賞（『金融腐蝕列島 呪縛』）
- 2010年度
  - 第20回東京スポーツ映画大賞 助演男優賞（『アウトレイジ』）

### ドラマ
- 1999年度
  - 第22回ザテレビジョンドラマアカデミー賞[51] 助演男優賞（『彼女たちの時代』）
- 2001年度
  - 第31回ザテレビジョンドラマアカデミー賞 助演男優賞（『アンティーク 〜西洋骨董洋菓子店〜』）[52]